# Axiomatisation de Tarski des nombres réels
En mathématiques, l'axiomatisation de Tarski des nombres réels est une axiomatisation des nombres réels et de leur arithmétique, proposée par  Alfred Tarski en 1936. Elle consiste en huit axiomes présentés ci-dessous et quatre notions primitives : l'ensemble des réels noté R, une relation binaire sur R, notée (en notation infixée) <, une opération binaire d'addition sur R, notée +, et la constante 1.
Cette axiomatisation de Tarski, qui est une théorie exprimée en logique du second ordre, peut être vue comme une version de la définition habituelle des nombres réels en tant que corps ordonné complet unique ; cependant, elle est rendue beaucoup plus concise en évitant complètement la multiplication et en utilisant des variantes non orthodoxes des axiomes algébriques standards et d'autres astuces. Tarski n'a pas fourni de preuve que ses axiomes sont suffisants ni de définition de la multiplication des nombres réels dans son système.
Tarski a également étudié la théorie, en logique du premier ordre, de la structure (R, +, ·, <), l'amenant à un ensemble d'axiomes pour cette théorie et au concept de corps réel clos.

## Les axiomes
Les huit axiomes sont répartis en trois groupes ; des commentaires sont parfois donnés ensuite entre crochets.

### Axiomes d'ordre
Axiome 1
Si x < y, alors y < x est faux.
[Autrement dit, "<" est une relation asymétrique. Cela implique que "<" est antiréflexive, c'est-à-dire que pour tout x, x < x est faux.]
Axiome 2
Si x < z, il existe un y tel que x < y et y < z.
Axiome 3
Pour tous sous-ensembles X, Y ⊆ R, si pour tout x ∈ X et y ∈ Y, x < y, alors il existe un z tel que pour tout x ∈ X et y ∈ Y, si x ≠ z et y ≠ z, alors x < z et z < y.
[En d'autres termes, < satisfait la propriété de la borne supérieure (on dit que R est Dedekind-complet) : si un ensemble de réels X précède un autre ensemble de réels Y, alors il existe au moins un nombre réel z séparant les deux ensembles. C'est l'unique axiome exprimé en logique du second ordre, se référant à des ensembles de réels et non à des réels individuels.]

### Axiomes de l'addition
Axiome 4
x + (y + z) = (x + z) + y.
[il s'agit d'un mélange non orthodoxe de l'associativité et de la commutativité.]
Axiome 5
Pour tous x, y, il existe un z tel que x + z = y.
[cela permet la soustraction et l'existence de 0.]
Axiome 6
Si x + y < z + w, alors x < z ou y < w.
[il s'agit de la contraposée d'un axiome standard pour les groupes ordonnés.]

### Axiomes pour 1
Axiome 7
1 ∈ R.
Axiome 8
1 < 1 + 1.

## Discussion
Tarski a affirmé, sans preuve, que ces axiomes transforment la relation < en un ordre total. Cette preuve  n'a été rédigée qu'en 2008, par Stefanie Ucsnay.
Ces axiomes impliquent alors que (R, +, <) est un groupe abélien totalement ordonné (avec un élément positif distingué 1), et que ce groupe est Dedekind-complet, divisible, et archimédien.
Cependant, Tarski n'a jamais prouvé que ces axiomes impliquent l'existence d'une opération binaire appelée multiplication ayant les propriétés attendues, de sorte que R devienne un corps ordonné complet (ce qui montre alors que R est bien isomorphe aux réels définis par une des constructions usuelles). Il est possible de définir cette opération de multiplication en considérant certains homomorphismes préservant l'ordre du groupe ordonné (R, +, <) ; voir aussi à ce sujet la construction des réels par quasi-morphismes.